# In dulci jubilo

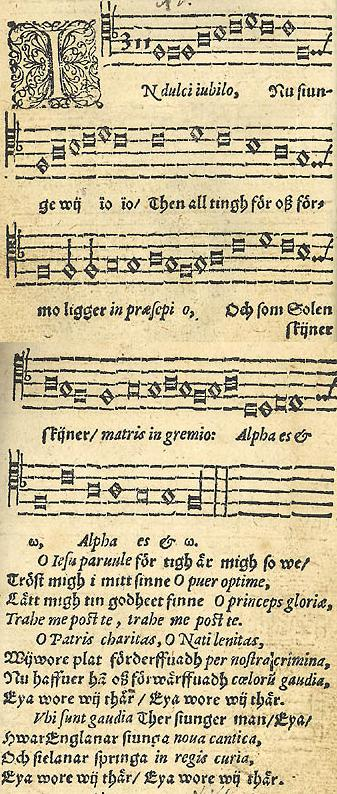
La melodia nella versione del 1582 delle Piæ Cantiones (volume di melodie sacre edito in Finlandia nel XVI secolo). È possibile notare l'alternanza tra lo svedese e il latino.

In dulci jubilo (Nella dolce gioia) è una tradizionale carola di Natale. Il testo della versione originale di questo canto è un misto maccheronico di tedesco e latino, e risale al Medioevo. Questo inno natalizio è entrato ufficialmente poi nell'uso delle chiese protestanti, specialmente di area tedesca (la prima attestazione in innari della Chiesa Evangelica tedesca sono del 1539). Alcune traduzioni in lingua inglese di epoche successive (ad esempio l'arrangiamento di John Mason Neale Good Christian Men, Rejoice) hanno contribuito a renderla popolare. La traduzione di Robert Lucas de Pearsall, risalente al 1837, ha un posto d'onore nel repertorio natalizio del servizio delle Nine Lessons and Carols. Su questa melodia è anche basato l'omonimo preludio corale di Bach (BWV 729).

## Storia e traduzioni
Il testo originale, un'alternanza maccheronica tra tedesco medievale e latino, venne probabilmente scritto dal mistico tedesco Heinrich Seuse intorno al 1328. Secondo la leggenda, Seuse udì degli angeli cantare quei versi e si unì a loro in una danza di adorazione. Nella sua biografia (forse addirittura un'autobiografia) si trova scritto:
Ora, questo stesso angelo si avvicinò gaiamente al Servo (Suso), e affermò di essere stato mandato da Dio, per portargli gioie celesti tra le sue sofferenze; gli disse di liberare la mente da tutti i propri dolori e di unirsi alla loro compagnia, proponendogli di danzare in adorazione. Poi essi condussero per mano il servitore nella danza, e il giovane iniziò a cantare una gioiosa canzone sul bambino Gesù...
La prima strofa dell'inno è:
| Testo originario | Traduzione in Italiano |
| --- | --- |
| In dulci jubilo, Nun singet und seid froh! Alle unsre Wonne Liegt in praesepio; Sie leuchtet wie die Sonne Matris in gremio. Alpha es et O! | Nella dolce gioia, ora cantate e siate lieti! Tutta la tua gaiezza Giace nel presepio; Splende come il sole nel grembo materno. Sei l'alfa e l'omega! |

In dulci jubilo appare per la prima volta nel  Codex 1305, un manoscritto custodito nella biblioteca dell'Università di Lipsia, datato intorno al 1400, nonostante sia stato ipotizzato che la melodia fosse già diffusa in Europa prima di quest'anno. Quest'inno venne stampato anche nel 1533 all'interno dell'innario luterano Geistliche Lieder di Joseph Klug. Appare inoltre nel  Gesangbuch di Michael Vehe  (1537). Nel 1545 venne aggiunto un altro verso (probabilmente da Martin Lutero stesso). Con questa modifica l'inno venne incluso nei Geistliche Lieder di Valentin Babst, stampati a Lipsia. La melodia era tuttavia popolare anche in altre zone d'Europa.
Appare quindi in una versione Svedese/Latina delle Piæ Cantiones (1582), un innario finlandese che raccolse molte canzoni, sia popolari che sacre, di argomento religioso.
Ci sono state un certo numero di traduzioni del poema dal tedesco/latino all'inglese.
La più famosa è quella di Robert Lucas de Pearsall del 1837, che mantiene le frasi in latino e sostituisce quelle tedesche con altre in lingua inglese. Un sondaggio del 2008 eseguito dal BBC Music Magazine ha evidenziato come In dulci jubilo sia il secondo canto natalizio più popolare tra gli organisti e i maestri di cappella.
In alternativa si può eseguire una traduzione meno fedele al testo originale (scritta da John Mason Neale nel 1853): essa è nota nei paesi anglosassoni con il titolo di Good Christian Men, Rejoice (in italiano: Cristiani virtuosi, gioite) .
Questa traduzione è stata spesso criticata. Nel 1921, ad esempio, H. J. Massé scrisse che si trattava di un esempio di "errata concezione musicale… che ha portato alla mutilazione ritmica del grande inno In dulci jubilo, con l'adozione delle parole inglesi Good Christian Men Rejoice. È inconcepibile che chiunque abbia una certa cultura musicale si presti a questa manipolazione di un motivo così perfetto, solo per il gusto d'incastrarci un testo di minor valore.
Massé prosegue citando una traduzione ”più appropriata”, ovvero quella di John Wedderburn del 1567. Egli la descrive come uno "sforzo degno".

## Confronto tra i vari testi
| Testo tedesco/latino di Heinrich Seuse, c.1328                                                                                                 | Traduzione letterale in inglese | Traduzione di Wedderburn, c.1567 | Traduzione di Pearsall, 1837 | Good Christian Men Rejoice di Neale, 1853 |
| --- | --- | --- | --- | --- |
| In dulci jubilo, Nun singet und seid froh! Unsers Herzens Wonne Leit in praesepio; Und leuchtet wie die Sonne Matris in gremio. Alpha es et O! | In sweet rejoicing, now sing and be glad! Our hearts' joy lies in the manger; And it shines like the sun in the mother's lap. You are the alpha and omega! | Now let us sing with joy and mirth, In honour of our Lordes birth, Our heart's consolation Lies in præsepio, And shines as the sun, Matris in gremio. Alpha is and O, Alpha is and O. | In dulci jubilo, Let us our homage show! Our heart's joy reclineth In praesepio; And like a bright star shineth Matris in gremio. Alpha es et O! | Good Christian men, rejoice With heart, and soul, and voice; Give ye heed to what we say: News! News! Jesus Christ was born to-day: Ox and ass before Him bow, And He is in the manger now. Christ is born today! Christ is born today. |

## Versioni italiane
Per la Chiesa Cattolica il canto è parte del repertorio nazionale della CEI ed è comunemente usato nelle celebrazioni natalizie. Il testo comunemente usato mantiene in latino solo l'incipit sostituendo il resto con versi in italiano. Il testo più comunemente usato è:
In dulci jubilo,
lodate, Angeli,
Cristo nostra pace
È sceso sulla terra,
Rifulge come astro
Nell'ombra della notte.
Alleluia...
In dulci jubilo,
lodate, Angeli,
Cristo nostra luce
Ci illumina il cammino,
O nato da Maria
Gesù a te sia gloria.
Alleluia...
In dulci jubilo,
lodate, popoli,
Cristo nostra Pasqua
Ci libera dal male,
E nuova vita dona
Offrendo il suo corpo.
Alleluia...
Le chiese protestanti italiane hanno in uso questo inno da diversi secoli, attualmente la versione più in uso nelle chiese è quella che si trova nell'Innario Cristiano, tradotta da Paolo Grassi:
Con vivo e santo giubilo
leviamo i nostri cantici!
Nato è il Fanciullino
promesso innanzi i secoli!
È giunto il Re divino
che reca pace agli uomini!
Sù, leviamo il canto.
Nato è il Redentor!

Immensa luce vivida
l'oscura terra illumina;
l'inno celestiale
riempie il gran silenzio
e trionfante sale
al trono dell'Altissimo:
«Gloria a Dio nei cieli;
pace in terra e Amor!».

In qual rifugio misero,
con meraviglia attonita
trovano il Messia
i Magi venerabili!
A lor mostrò la via
d'un astro il raggio fulgido;
offrono adoranti
mirra, incenso ed or.

Il nostro omaggio fervido
di zelo e gratitudine
degnati accettare,
o Redentore amabile!
Per sempre dimorare
con Te vogliamo, e vivere;
d'un amore eterno
arda il nostro cuor!

## Influenza nella musica

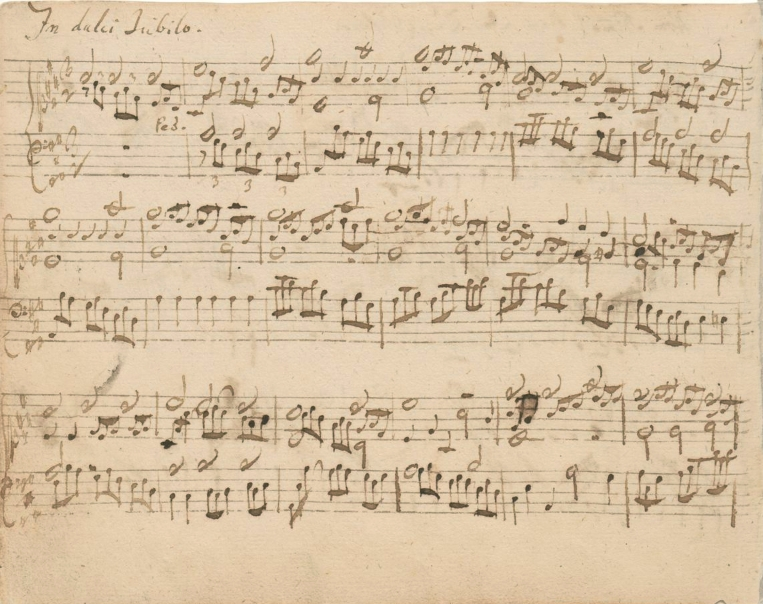
Prima pagina del manoscritto di "In Dulci Jubilo" (BWV 608) dall’Orgelbüchlein di Bach.

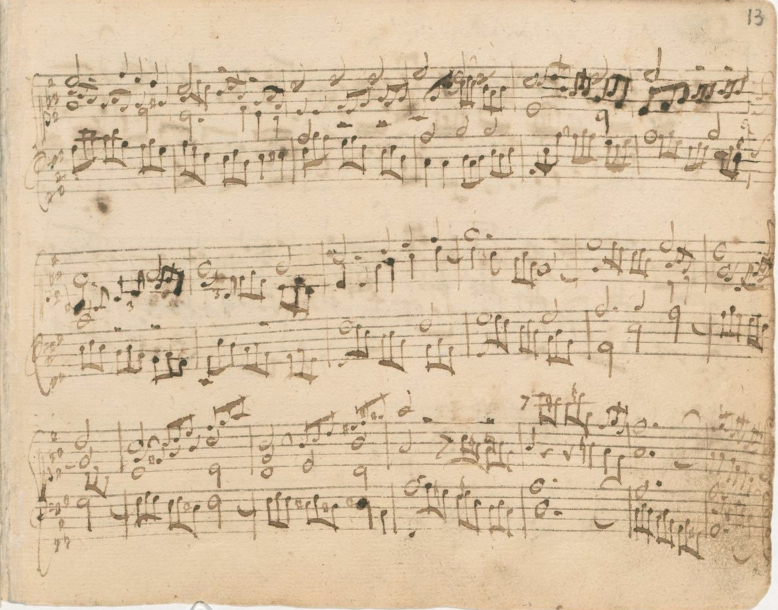
Seconda pagina dello stesso preludio corale

Con tutta probabilità il primo musicista di rilievo ad adoperare la melodia come cantus firmus fu Michael Praetorius, il quale nel 1607 si servì del Dulci Jubilo in una sua composizione; successivamente, nel 1620, Samuel Scheidt ne ricavò un mottetto (SSWV 15), compreso nella raccolta giovanile Cantiones sacrae.
Dieterich Buxtehude impiegò la melodia nella sua cantata su corale (composta nel 1683) per soprano, contralto e Basso accompagnati da due violini e basso continuo  (BuxWV 52). Il compositore la adoperò inoltre come cantus firmus nel suo "preludio corale" (BuxWV 197), scritto intorno al 1690.
La melodia venne usata più volte da Johann Sebastian Bach: per il corale a quattro voci BWV 368; per il preludio organistico BWV 608   , nel canone doppio nel suo Orgelbüchlein e nei preludi corali BWV 729 e BWV 751.
I critici, tuttavia, sostengono che BWV 751 sia troppo semplice e abbozzato per essere opera di Bach. Il preludio BWV 729 , scritto da Bach per accompagnare il canto dei fedeli ad Arnstadt, viene tradizionalmente suonato come primo "voluntary"  nella fase conclusiva del servizio delle Nine Lessons and Carols al King's College. Questo brano assunse questo ruolo nel 1938, per merito di Douglas Guest, insegnante di organo.
Franz Liszt incluse il canto nella sua suite per pianoforte Weihnachtsbaum (nel movimento Die Hirten an der Krippe). Norman Dello Joio usa il tema come base per il suo brano Variants on a Medieval Tune (per ensemble di fiati. Ronald Corp scrisse una versione di  In Dulci Jubilo per coro SATB a cappella (1976).

## Altre versioni
Un arrangiamento strumentale della versione di Pearsall, scritta dal musicista inglese Mike Oldfield, In Dulci Jubilo, raggiunse il quarto posto nella classifica UK nel gennaio 1976. Questa era la seconda versione di  In Dulci Jubilo incisa da Oldfield;  la prima (tratta direttamente da Bach) era tratta dal suo disco Don Alfonso. Anche la band New Age Mannheim Steamroller ha inciso una versione del canto per il loro album natalizio del 1988 A Fresh Aire Christmas, con l'impiego di un Dulcimer come strumento principale.
Il cantante norvegese Sissel Kyrkjebø ne ha registrato un arrangiamento assieme al Mormon Tabernacle Choir. Questo brano faceva parte dell'album natalizio Spirit of the Season, che venne poi nominato ai Grammy Award.
Anche i Mediæval Bæbes hanno eseguito il brano nel loro album festivo del 2003 Mistletoe and Wine.